# Dan the Automator
Daniel M. Nakamura, känd som Dan the Automator är en Japansk-Amerikansk hiphop-producent baserad i San Francisco. 
Det som utmärker The Automator är hans imaginära, atmosfäriska och originella sound. Han blev främst känd för sitt samarbete på rapparen Kool Keiths projekt Dr. Octagon 1996.

## Diskografi
- Music To be Murdered By (EP) (1989)
- A Better Tomorrow (1996)
- Dr. Octagon - Dr. Octagonecologyst (1996)
- Bombay the Hard Way: Guns, Cars and Sitars (1998)
- Handsome Boy Modeling School - So... How's Your Girl? (1999)
- Deltron 3030 - Deltron 3030 (2000)
- Gorillaz - Gorillaz (2001)
- Lovage - Music to Make Love to Your Old Lady By (2001)
- Wanna Buy a Monkey? (2002)
- Ben Lee - hey you. yes you. (2002)
- Galactic - Ruckus (2003)
- Handsome Boy Modeling School - White People (2004)
- Head Automatica - Decadence (2004)
- Dan The Automator Presents 2K7 (2006)
- Peeping Tom - Peeping Tom (2006)
- Men Without Pants -  Naturally (2008)
- Anaïs Croze - The Love Album (2008)
- Kasabian - West Ryder Pauper Lunatic Asylum (2009)